# Pterolophia caledonica
Pterolophia caledonica là một loài bọ cánh cứng trong họ Cerambycidae.